# Xian de Shanglin
Le xian de Shanglin (chinois simplifié : 上林县 ; chinois traditionnel : 上林縣 ; pinyin : Shànglín Xiàn ; Zhuang : Siengxlaem Yen) est un district administratif de la région autonome Zhuang du Guangxi en Chine. Il est placé sous la juridiction de la ville-préfecture de Nanning.

## Démographie
La population du district était de 443 378 habitants en 1999,et la population du district était de 482 574 habitants en 2009, dont 82 % de Zhuang, groupe ethnique principalement concentré dans cette région.